# Минедоса (Манитоба)
Минедоса (енгл. Minnedosa) је варош у југозападном делу канадске провинције Манитоба и део је географско-статистичке регије Вестман. Насеље лежи на обалама реке Мали Саскачеван на око 50 км северно од града Брандона. Има вароши потиче из језика Дакота и значи текућа вода.
Насеље је добило служнбени статус вароши још 1883. и међу најстаријим је урбаним насељима овог типа у провинцији. На реци је у близини града 1912. саграђена мања хидроелектрана и вештачко језеро Минедоса. Минедоса је тако постало тек друго насеље у целој провинцији које је постало енергетски самоодрживо. Почетком маја 1948. дошло је до пуцања бране која је узроковала велике поплаве у насељу.
Године 1981. у вароши је отворено велико постројење за производњу бензина на бази природног етанола. Рафинерија је крајем 2007. значајно проширила своје капацитете и убраја се међу 6 највећих индустријских објеката овог типа у целој Канади.

Према резултатима пописа становништва из 2011. у вароши је живело 2.587 становника у укупно 1.411 домаћинства, што је за 4,6% више у односу на 2.474 житеља колико је регистровано
приликом пописа 2006. године.

## Становништво
| 1996. | 2001. | 2006. | 2011. |
| ----- | ----- | ----- | ----- |
| 2.443 | 2.426 | 2.474 | 2.587 |